# Favoriet FM
Favoriet FM is de voormalige streekomroep voor de gemeenten Zevenaar, Westervoort, Doesburg en Duiven.

## Geschiedens
De zender richtte zich op de regio met de diverse radioprogramma's en regionieuws. De omroep begon in 1990 met zijn radio-uitzendingen voor de gemeente Zevenaar. In november 2021 ging RTV Favoriet samen met RTV Arnhem op in RTV Connect.

## Ontvangst
Favoriet FM was te ontvangen in de regio Zevenaar, Doesburg, Westervoort en Duiven via etherfrequentie 94.0 MHz, in Groot Doesburg op 104.9 MHz en in al deze gemeenten via de digitale kabel.

## Programma's
Enkele radioprogramma's van Favoriet FM waren:
- 100 Alltimers (presentatie: dj Jowie)
- A12 Onderweg (presentatie: Eelco Walraven, Danny Heuveling)
- Alex Serveert (presentatie: Alex van Stuijvenberg)
- All America Now (presentatie: Gerard de Meij, Chris van Brero, Gertjan Mussche)
- Alles mag, niet moet (presentatie: Theo van Kempen)
- Avonduren (presentatie: Roy Egging (wo), Rein Roosendaal (ma/do) en Peter van Hal (di))
- De Middagmix (presentatie: Rein Roosendaal)
- De Zwart in de middag (presentatie: Frans de Zwart)
- Favoriete 40 (presentatie: Chris Jeurissen)
- Favoriet Actueel (presentatie: Johan Rijzewijk, Alex van Stuijvenberg)
- Favoriet Classics (presentatie: Edwin Rijssemus)
- Favoriet FM sport (presentatie: Gerard de Meij, Chris van Brero, René Jansen, Edwin Rijssemus
- Favoriet Hitarchief (presentatie: Wietse Hoogeveen)
- Favoriet in de spits (presentatie: Anton Adelaar (ma, di, do), Peter Nillesen (ma, wo))
- Favoriet Jukebox (presentatie: Marcel van de Stal)
- Freaky Friday (presentatie: Jerfi Meurs, Niels Beumer)
- Graafwerkzaamheden (presentatie: John de Graaf)
- Gras op je radio (presentatie: Mark Gras)
- Holland Hitland (presentatie: Marcel van de Stal, Sylvana Verheijen)
- Live & Undercover (presentatie: Jos Verbraeken, Edwin Rijssemus)
- Kijk op de samenleving (presentatie: Martijn Berkefeldt, Irene Brinkman, Tristan Scholten)
- Peters weekend (presentatie: Peter Nillesen)
- RnBeats mix (presentatie: dj Jowie)
- Rij 1 Stoel 1, een programma over cabaret, kleinkunst en muziektheater (presentatie/samenstelling: Martijn Jansen)
- Studio T&W (presentatie: Tristan Scholten, Willy Zock)
- Vitaal (presentatie: Hans Hilbrands)
- Weekend LIFE (presentatie: Peter Nillesen, Anton Adelaar)
- Weekend Warming Up (presentatie: Eugène van de Schuur)
- Zen Radio (presentatie: René van Es)